# Sikelondang
Sikelondang is een bestuurslaag in het regentschap Subulussalam van de provincie Atjeh, Indonesië. Sikelondang telt 885 inwoners (volkstelling 2010).